# 达夫拉特·博尔塔耶夫
达夫拉特·鲁斯塔莫维奇·博尔塔耶夫（1999年1月13日—），塔吉克斯坦男子拳击运动员，2022年亞洲運動會男子92公斤级金牌得主、2024年夏季奥林匹克运动会男子92公斤级铜牌得主。